# Kathedrale von Bengasi

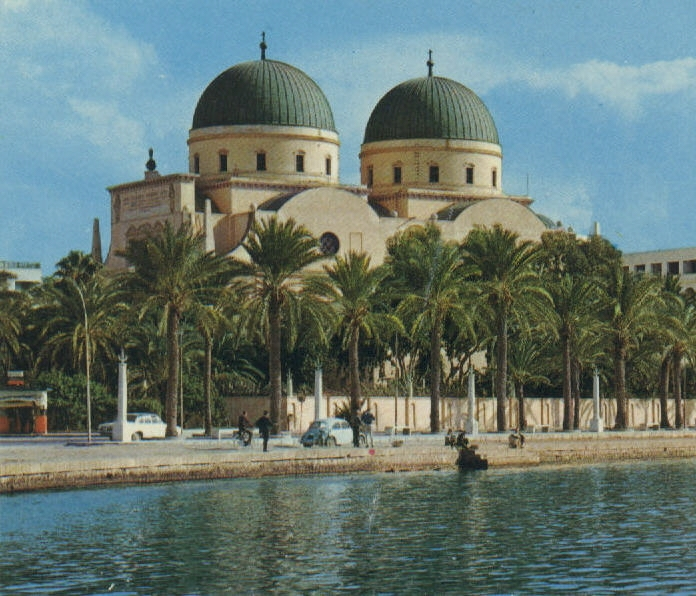
Kathedrale von Bengasi (um 1970)

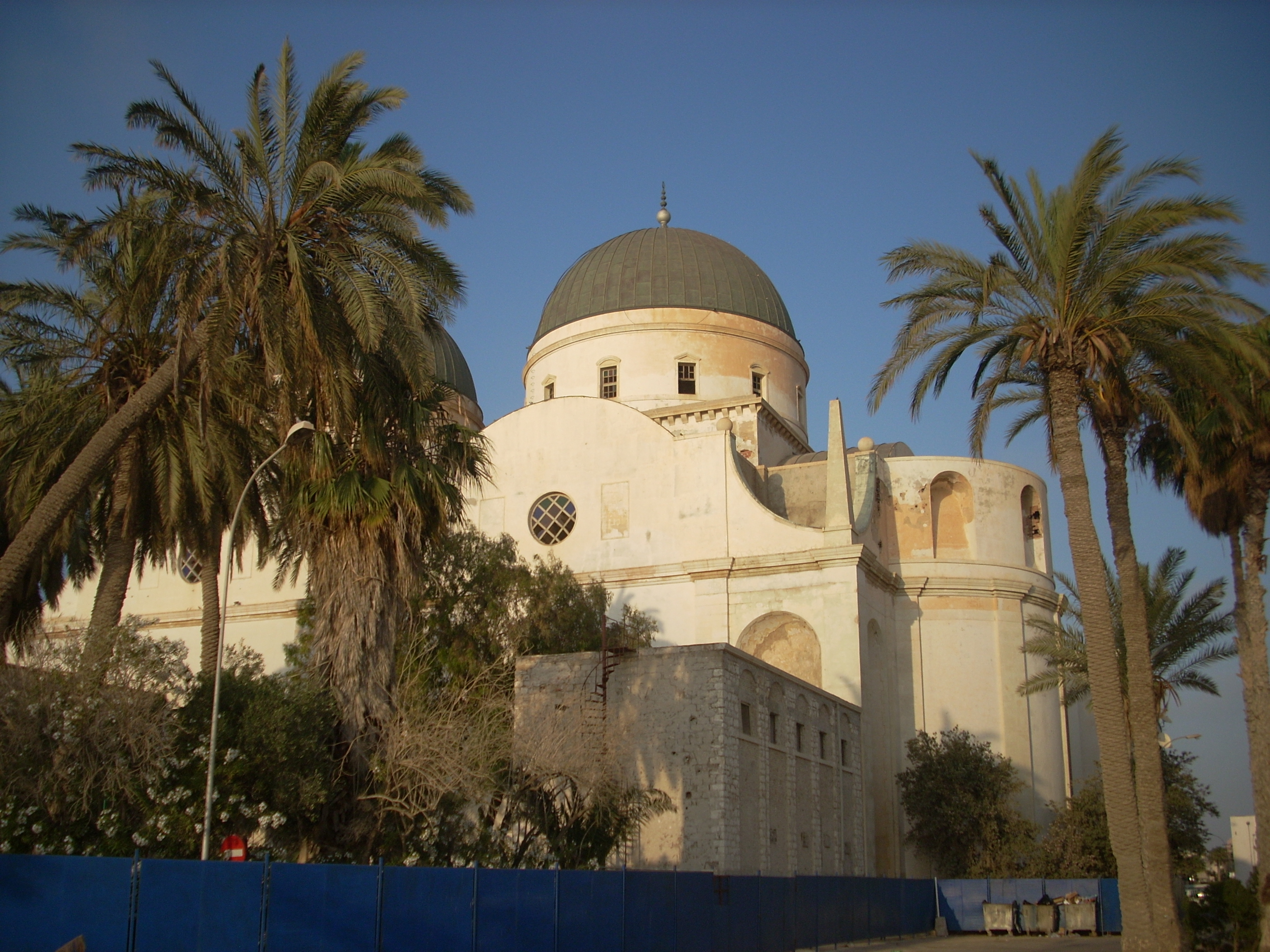
Kathedrale von Bengasi (2009)

Die Kathedrale von Bengasi (italienisch Cattedrale di Bengasi) ist eine heute verlassene und dem Verfall preisgegebene römisch-katholische Kathedrale in der ostlibyschen Stadt Bengasi, die von 1929 bis 1939 während der italienischen Kolonialzeit von den Architekten Ottavio Cabiati und Guido Ferrazza im neoklassizistischen Stil errichtet wurde. Sie war die drittgrößte Kathedrale Nordafrikas.
Die Kathedrale unterstand dem Apostolischen Vikariat Bengasi. Nach dem Militärputsch von Muammar al-Gaddafi wurde die Kathedrale zeitweise als Sitz der Arabischen Sozialistischen Union genutzt. Die Katholiken der Stadt mussten in eine kleine Kirche ausweichen. Danach wurde sie dem Verfall preisgegeben. Das Innere des Baues mit zwei Kuppeln wurde durch einen Brand zerstört und die Türen des Raums, in dem die Kunstwerke der Kathedrale aufbewahrt sind, sind offen und somit für jedermann zugänglich.
Die Kathedrale gilt als Symbol für die Vernachlässigung von Bengasi unter dem Gaddafi-Regime.